# Thagria cardamomi
Thagria cardamomi är en insektsart som beskrevs av Evans 1947. Thagria cardamomi ingår i släktet Thagria och familjen dvärgstritar. Inga underarter finns listade i Catalogue of Life.